# Philip Bernholtz
Philip Bernholtz, född 18 oktober 1991, är en svensk före detta fotbollsspelare.

## Karriär
Bernholtz moderklubb är Markaryds IF, vilken han 2008 lämnade för att i stället spela för Jönköpings Södra IF. Han spelade fem matcher i Superettan 2010 för J-Södra, fast dock inga under 2011 på grund av en korsbandsskada. I december 2011 skrev han på ett tvåårskontrakt med Tenhults IF i division 2.
I februari 2013 skrev han på ett treårskontrakt med Husqvarna FF. I mars 2015 förlängde han sitt kontrakt med två år.
I december 2015 värvades Bernholtz av Ängelholms FF. I mars 2017 återvände Bernholtz till Husqvarna FF, där han skrev på ett tvåårskontrakt. I april 2018 råkade Bernholtz ut för en korsbandsskada vilket gjorde att han missade resten av säsongen 2018.